# 1046

## Esdeveniments
- 20 de desembre, Roma, Estats Pontificis: finalitza al pontificat de Papa Gregori VI, iniciat el 5 de maig de 1045. Enric III, valent-se dels privilegis que li atribuïen el Privilegium Othonis, el va obligar a abdicar i va ser desterrat a Colònia.
- 25 de desembre, Roma: comença el pontificat de Climent II, amb el suport d'Enric III.

## Necrològiques
- 30 d'octubre, Sant Miquel de Cuixà Conflent: Abat Oliba comte de Berga i Ripoll, bisbe de Vic i abat de Santa Maria de Ripoll i Sant Miquel de Cuixà. Fundador del monestir de Montserrat.